# Протокелтски език
Протокелтският език е езикът на древните келти. В рамките на индоевропейското езиково семейство той е най-близък до италийския език, но съществуват също връзки и с германския, което е обяснимо, като се има предвид разположението на прародината на келтите и германите. За езика на келтите се разполага със значително количество най-различни извори. Това са запазени келтски думи в произведенията на латинските и гръцките автори, а също така и повече от шестдесет известни надписа от континентална Европа. Освен думи са известни и голям брой келтски топоними, ороними, лични имена и др.

## История
Относително слабото разпространение на келтската писмена традиция се корени в религиозната забрана за предаване на знания и обичаи в писмена форма. Юлий Цезар подчертава, че в Галия основните познания за келтското общество се получават при продължаващо двадесет години обучениет в школите на друидите. Там всички знания се научават наизуст и тяхното изписване е забранено. В частните и обществените дела келтите използват гръцката или латинската азбука. Започваща от VII век и запазена до наши дни писмена традиция на келтите от Уелс, Ирландия, остров Ман и др. е от огромно значение за проучването на езика на келтите. Предримските надписи са писани с латинска, гръцка или етруска азбука. Най-старата келтска азбука, съставена от точки и чертички, се нарича огам и е известна от V–VI век. По-старата форма на това писмо се състои от 15 съгласни и 5 гласни. Системата на изписване на буквите е въз основа на латинската азбука, а всяка буква носи име на дърво (напр. „д“ – daur – дъб). Генезисът на тази азбука не е известен, а и самото ѝ име не е изтълкувано. Безспорен е фактът, че това писмо се употребява от келтите от Ирландия и другите острови при техните обреди, тъй като такива надписи се срещат само на култови камъни или скали, а в легендите често се свързва с погребалните ритуали. На науката са известни повече от триста надписи с тази азбука.

## Класификация
Келтските езици се разделят на две основни групи – келтска-Q и келтска-P. Тази разлика се състои главно в преминаването на индоевропейското kw в qu или p. Често привеждан пример е названието на „коня“, който в първия случай се казва „equs“, а в другия – „epos“. В исторически план Q-келтски се говори в Ирландия и Шотландия, а P-келтски в Уелс и Британия. От запазените до историческото време келтски езици има още една група, която сега вече е изчезнала – на корнуелски диалект. Езиците на обитаващите европейския континент келти съставляват отделна група, която е по-слабо позната в сравнение с останалите поради неголямото количество извори за реконструирането ѝ. Тя се разделя на три основни диалекта – галийски, лепонтийски и келто-иберийски.

## Примери
Най-характерните келтски топоними са с окончание „дунум“ или „дуном“, което на келтски означава градище или издигнато място, Пример затова са названията Лугдунум – крепост на бог Луг, срещани в Галия, Пиренеите, Централна и Северна Европа, или често срещаното Новиодунум (нова крепост), разпространено в Предалпийска Галия, делтата на Дунав и т.н. Други типични за келтските топоними окончания са: марос (поле, земя), брига (крепост, укрепление) и не толкова типичните – менатум, магус, ритум, акус, и др. Нашествието на кимврите ускорява процеса на формирането и укрепването на келтски икономически, политически и културни центрове. Така се появяват първите градове в Европа – келтските опида (латинската дума на латински: oppidum – обитавано, укрепено място). Топонимичните остатъци са показателни, но не могат да бъдат точно датирани. Така например Бриганциум (дн. Брегенц), Камподунум (дн. Кемптен) и Абодиакум (дн. Емпфах) са топоними, характерни за келтските езици и са споменати от Страбон като полиси на винделиките – келтско племе от Горния Дунав.